# Joan Baptista Humet
Joan Baptista Humet i Climent (Navarrés, Valencia; 4 de enero de 1950-Barcelona, 30 de noviembre de 2008) fue un compositor, músico y cantante español. Cantautor de corte singular, sus composiciones e instrumentación lo han desmarcado, desde sus inicios, de la canción de autor clásica. De cultura bilingüe, su obra consta de trabajos en castellano y en lengua valenciana

## Biografía
Nacido en el pueblo valenciano de Navarrés, al poco tiempo se traslada a Tarrasa (Barcelona), ciudad catalana donde se encuentra afincada su familia. Hijo de un industrial del sector textil que tras la crisis industrial catalana de los años 50 tiene que vender su negocio. En 1968 se traslada a Barcelona con el fin de estudiar arquitectura, pero la música y el arte de Joan Manuel Serrat, que en esa época ya emergía junto a otros cantautores, cambian su vocación y empieza a componer y a cantar sus propias canciones.
En 1968, con 18 años canta por primera vez en un teatro en Tarrasa, junto a Serrat. Las posibilidades en esos momentos eran magníficas para la Cançó catalana. Durante dos años actúa como telonero en los conciertos de Lluís Llach. Pero desde el primer momento Joan Baptista Humet tenía claro que con sus canciones lo que quería expresar eran sentimientos y  sensaciones, huyendo de la política, pero sin dejar de lado las circunstancias sociales siempre vistas desde el lado más humano. Desde el comienzo de su vida artística la calidad de sus composiciones lo destacan como uno de los cantautores más respetados de España, sobre todo teniendo en cuenta que fue uno de los pocos artistas, junto a Joan Manuel Serrat, en mantener el bilingüismo en su obra, en tiempos de la dictadura y la transición española.

## Trayectoria artística
En 1970 edita sus primeras canciones, en singles y con la compañía Columbia, entre ellas destaca Gemma dedicada a su hermana pequeña, enferma de poliomielitis, que representa su  primer gran  éxito y que se ha convertido en un clásico de la canción en catalán. Ha sido considerada como una de las 100 mejores canciones en lengua catalana del último siglo por la revista Enderrock. Otra de las canciones publicadas en esta época es Kristine, con esta canción obtiene el premio Dorna de Vigo en 1971.
En 1973 se edita su primer LP, también con  Columbia, el disco se titula Fulls (Hojas), todas las letras y músicas son propias y los arreglos de Josep Maria Bardagí. Este primer disco, basado en la experiencia vivida en un barrio marginal de Tarrasa, donde impartía clases, refleja bien su carácter idealista y apasionado y ya muestra la gran calidad como autor y músico, que después va a demostrar en cada uno de sus trabajos publicados.
Tanto en su infancia y adolescencia como en su edad adulta  convive con el bilingüismo, por lo que  compone de manera natural tanto en castellano como en catalán, así en 1975 edita su segundo disco, esta vez en castellano y con la compañía Movieplay, lo titula Diálogos y en él intervienen como arreglistas Josep Maria Bardagí y Francesc Burrull. Este trabajo tuvo gran éxito en España y en México, y en él se encuentra una de sus canciones más carismáticas y que más fama ha conseguido Que no soy yo. En 1977 publica con Movieplay un trabajo con un contenido de mayor dureza y compromiso social, Aires de cemento, donde incluye temas sobre la realidad social de aquel momento, como Un barrio, Compañero, Regresarás, junto a otros de extraordinaria delicadeza y sensibilidad como A contraluz y su canción  emblemática Terciopelo, que le acompañó después durante toda su carrera profesional.
En 1976, participa de manera substancial en la producción de Granja de animales, la primera opera rock en catalán. Joan Baptista Humet participa tanto en la grabación del disco como en la representación teatral. Dicha obra fue escrita y musicalizada por Joan Vives y Lluís María Ros con la colaboración de Maria Aurèlia Capmany con base en la obra de George Orwell.
En su siguiente disco vuelve a la composición en catalán, con Movieplay en 1979 publica Fins que el silenci ve (Hasta que el silencio llega) y que el propio autor considera como su trabajo más elaborado, su mejor obra y en la que se sumerge en una profunda espiritualidad. Los arreglos son de Jordi Vilaprinyó y lo presenta en el Palau de la Música Catalana, en aquellos momentos era el templo de la canción de autor. Esta obra fue compuesta con un planteamiento musical muy novedoso (se trata de una suite de 35 minutos), interviniendo 30 músicos en su interpretación. El tema principal comienza con una estrofa que resume la filosofía de este trabajo: I així com l'home té por i es destrueix per no escoltar la vida, així la vida el persegueix, el fa parar i el crida. Fora del temps, allà on les coses son simples moments i no hi ha angoixa (Y así como el hombre se asusta y se destruye por no escuchar la vida, así la vida lo persigue, lo detiene y lo convida. Más allá del tiempo, allí donde las cosas son simples momentos y no hay angustia).
En 1980, cambia de compañía discográfica, fichando por una multinacional, RCA. Publica uno de sus trabajos que más fama y reconocimiento le han dado a Joan Baptista Humet: Hay que vivir,  donde recoge temas como Vaya con la vida, El extranjero, Dama de una noche, Hay que vivir y, sobre todo, Clara.  La canción Clara trata sobre el drama de las drogas, reflejada en la vida de una joven, de la destrucción que representa en todos los sentidos. Esa canción tuvo un gran éxito en España y a la vez le abrió las puertas de Iberoamérica. Con Clara, Joan Baptista Humet alcanza los primeros puestos en las listas de éxitos de 1980.
Su siguiente trabajo, Amor de aficionado (RCA, 1982), es un disco lleno de recuerdos, compuesto en Navarrés, su pueblo valenciano. Los temas de mayor repercusión fueron A mi adolescencia, Volvió, Otoño en Navarrés y, un tema fundamental, Yo no podría vivir sin ti. Los arreglos de este disco corrieron a cargo de Rafael Pérez Botija y fue grabado en los estudios Sonoland actuando como ingeniero José Antonio Álvarez Alija.
El último disco publicado en este período es Sólo soy un ser humano, en 1984, y también con RCA, que recoge temas como Ana pregunta por ti, Entramos en Acuario, La hora de las brujas y Hoy la vi, pero la canción más conocida es la que da título al disco, Sólo soy un ser humano. En 1986 la absorción de la compañía RCA por otra multinacional, Ariola, que impone sus nuevas reglas y políticas, anteponiendo a sus artistas sobre los de la compañía absorbida, impulsan a Humet a plantearse un período de descanso y alejamiento temporal de la industria musical y de la música. Durante este período decide trabajar  en temas de formación de empresas, lo que le llevó a distanciarse cada vez más de la música y al abandono del arte y de la composición.
Sin embargo, en 2001 y tras quince años alejado de la música, vuelve a componer y a crear canciones, que dan su fruto en 2004 con la publicación de un nuevo trabajo, Solo bajé a comprar tabaco, editado con su propio sello discográfico Validance, grabado en Barcelona con arreglos de Josep Mas "Kitflus". En el disco participan músicos de renombre, como David Palau, el percusionista Roger Blavia, integrante del grupo de jazz de Kitflus, el acordeonista Mauricio Villavecchia o el guitarrista Miguel Pino. En este último disco, Humet mantiene su estilo apasionado y realista, presentando canciones llenas de amor, de ternura, de ironía y de denuncia social, con melodías limpias y armoniosas, interpretadas por la voz cálida y llena de matices que siempre ha caracterizado a este artista. El tema primero y principal se titula El regreso, en el que el autor reflexiona e intenta explicar el significado de una huida y un difícil regreso, donde resume con unos breves versos el espíritu de un cantautor: Ay, señor compositor y desaparecido, ¡que puede haber en los motivos de un desertor!... Ay señor compositor que has vuelto del olvido, ¡que puede haberle convencido, si no es amor! (Joan Baptista Humet).

## Fallecimiento
Falleció en su casa de Barcelona la noche del 30 de noviembre de 2008, víctima de un cáncer de estómago que le había sido diagnosticado un año y medio antes. Fue enterrado en el cementerio de su población natal: Navarrés.
El 16 de diciembre de 2008 sus compañeros de profesión le rinden homenaje en un concierto colectivo que tiene lugar en el recinto del Sant Jordi Club de Barcelona. Posteriormente, en 2016, se editaría un disco (A Joan Baptista Humet) con las versiones de las canciones de Humet que interpretaron esos mismos artistas: Ana Belén, Joan Manuel Serrat, Marina Rossell, Víctor Manuel, Joan Isaac, Maria del Mar Bonet, Joan-Eloi Vila, Moncho, Núria Feliu, Jordi Batiste y Lluís Llach, Dyango y Pegasus. Su sobrina Gemma Humet, hija de su hermano Agustí Humet, se dedicará también a la canción de autor en lengua catalana.

## Discografía[15]
- Gemma/El Llaurador (SG, Columbia 1970)
- Busco una flor/Tonades (SG, Columbia, 1970)
- Kristine/No m´importara pas gens (SG, Columbia, 1972)
- Fulls (LP, Columbia, 1973)
- Diálogos (LP, Movieplay, 1975)
- Aires de cemento (LP, Movieplay, 1977). Acompañado en dos piezas por Música Urbana.
- Fins que el silenci ve (LP, Movieplay, 1979)
- Hay que vivir (LP, RCA, 1981)
- Amor de aficionado (LP, RCA, 1982)
- Solo soy un ser humano (LP, RCA, 1984)
- Solo bajé a comprar tabaco (CD, Validance, 2004)